# Augy-sur-Aubois
Augy-sur-Aubois là một xã thuộc tỉnh Cher trong vùng Centre-Val de Loire miền trung Pháp.

## Dân số
| 1962                                | 1968 | 1975 | 1982 | 1990 | 1999 | 2006 |
| ----------------------------------- | ---- | ---- | ---- | ---- | ---- | ---- |
| 405                                 | 456  | 375  | 395  | 353  | 294  | 308  |
| Từ năm 1962 Dân số không tính trùng |      |      |      |      |      |      |